# قرار مجلس الأمن التابع للأمم المتحدة رقم 1327
قرار مجلس الأمن التابع للأمم المتحدة رقم 1327، المتخذ بالإجماع في 13 تشرين الثاني / نوفمبر 2000، بعد التذكير بالقرار 1318 (2000) المتخذ في قمة الألفية وتلقي تقرير الفريق المعني بحفظ السلام التابع للأمم المتحدة (تقرير الإبراهيمي)، اتخذ المجلس قرارا بشأن تحسين عمليات حفظ السلام.
وأكد مجلس الأمن من جديد تصميمه على تعزيز عمليات الأمم المتحدة لحفظ السلام. وبعد أن قرر المجلس مراجعة أحكامه بشكل دوري، اتخذ القرارات الواردة في مرفق القرار.

## تقرير الابراهيمي عن الأهداف
سلط الأمين العام كوفي عنان الضوء على خمسة مجالات رئيسية في تنفيذ تقرير الإبراهيمي:
1. تعزيز النشر السريع لعمليات حفظ السلام؛
2. تعزيز العلاقة مع الدول الأعضاء والهيئات التشريعية؛
3. إصلاح الثقافة الإدارية لعمليات حفظ السلام؛
4. إصلاح علاقة عمليات حفظ السلام بالبعثات الميدانية؛
5. تعزيز العلاقات مع هيئات الأمم المتحدة الأخرى.

## القرار

### I
وأقر المجلس بأهمية امتلاك عمليات حفظ السلام قدرة ردع ذات أهداف واضحة وإطار زمني. وأراد أن يقوم الأمين العام بإبلاغه بانتظام بالعمليات العسكرية والعوامل الإنسانية في البلدان التي تجري فيها عمليات حفظ السلام. ومن المهم أيضا أن يضطلع حفظة السلام بالولايات المسندة إليهم، وسيتم تعزيز المشاورات على نطاق المنظومة، بما في ذلك مع البلدان المساهمة بقوات.

### II
ويجب أن تكون ولايات بعثات حفظ السلام مناسبة للوضع على الأرض، بما في ذلك الحاجة إلى حماية المدنيين وآفاق النجاح. يجب أن يكون لقواعد الاشتباك أساس قانوني واضح وطُلب من الأمين العام كوفي عنان إعداد مبدأ للعنصر العسكري لعمليات حفظ السلام.

### III
وتم التأكيد على الحاجة إلى تحسين جمع المعلومات في الأمانة العامة، ورحب المجلس بإنشاء اللجنة التنفيذية المعنية بمعلومات السلام والأمن وأمانة التحليل الاستراتيجي من قبل الأمين العام.

### IV
ويتعين أن تكون عملية حفظ السلام جاهزة للنشر في أقرب وقت ممكن بعد اتخاذ قرار يحدد ولايتها. ستشمل الجداول الزمنية للنشر 30 يومًا للعملية التقليدية و 90 يومًا لبعثة حفظ السلام المعقدة. وسيتم إنشاء فرق عمل داخل البعثات ويمكن استخدام لجنة الأركان العسكرية لتعزيز قدرة حفظ السلام.

### V
يجب معالجة جذور الصراع من خلال التنمية المستدامة والمجتمع الديمقراطي مع احترام حقوق الإنسان. واتفق مع الأمين العام على أن الخطوات الرامية إلى الحد من الفقر والنمو الاقتصادي ستكون خطوة نحو منع الصراع. وقد قرر المجلس ما إذا كانت النزاعات أو الوضع يمكن أن يؤدي إلى التوترات وسيقدم توصيات لاحقة. ومن المهم أيضا تنفيذ القرارين 1296 (2000) و1325 (2000) بشأن حماية المدنيين ودور المرأة في الصراع المسلح على التوالي.

### VI
وسيكلف الأمين العام اللجنة التنفيذية للسلام والأمن بتعزيز قدرات حفظ السلام. والتدابير الرامية إلى الحد من الفقر وتعزيز النمو الاقتصادي مهم لنجاح حفظ السلام. وتم التأكيد على ضرورة تنسيق وتمويل برامج نزع السلاح والتسريح وإعادة الإدماج بشكل أفضل. وسيقوم الأمين العام في المستقبل بتسليط الضوء على ما يمكن أن تفعله الأمم المتحدة لتعزيز مؤسسات إنفاذ القانون وحقوق الإنسان المحلية بالاستفادة من التجارب السابقة.

### VII
سيحدد الأمين العام المجالات التي يكون من السهل فيها إقامة إجراءات جنائية مؤقتة.

## روابط خارجية
- نص القرار في undocs.org